# Mélèce (Métaxakis)
Mélèce ou Mélétios (en grec : Μελέτιος), nom en religion d'Emmanuel Métaxakis (en grec : Εμμανουήλ Μεταξάκης), né en 1871 en Crète ottomane et mort à Alexandrie en 1935) est un moine grec-orthodoxe. C'est le seul de l'histoire orthodoxe à avoir été à la tête de trois Églises autocéphales. Il fut en effet successivement à la tête des trois sièges orthodoxes suivants :
- du 21 mars 1918 au 14 novembre 1920, il fut primat de l'Église de Grèce sous le nom de Mélèce III (d'Athènes) ;
- du 8 décembre 1921 au 20 septembre 1923, il fut patriarche orthodoxe de Constantinople sous le nom de Mélèce IV ;
- du 20 mai 1926 au 28 juillet 1935, il fut patriarche orthodoxe d'Alexandrie sous le nom de Mélèce II.

## Biographie
Emmanuel Métaxakis fait ses études au séminaire de la Sainte-Croix de Jérusalem et lorsqu'il devient moine en 1892, prend le nom de Mélèce (Mélétius en latin, Mélétios en grec). Il est bientôt hiérodiacre. Le patriarche de Jérusalem, Damien, le choisit comme secrétaire en 1900, mais en 1908 ce même Damien le renvoie de la fraternité du Saint-Sépulcre, en même temps que l'archimandrite Chrysostome (futur archevêque d'Athènes), pour « agissements contre le Saint-Sépulcre ». Il est élu métropolite de Kition à Chypre en 1910.
Lorsque le patriarche Joachim III de Constantinople meurt le 13 novembre 1912, Mélèce propose sa candidature au siège de Constantinople, mais elle est refusée. En 1916, il s'installe en Grèce avec l'appui de Venizélos, chef du gouvernement. Celui-ci impose en 1918 Mélèce comme archevêque d'Athènes, contre l'avis du saint-synode. Lorsque Venizélos quitte le pouvoir en 1920, Mélèce est obligé de démissionner de son siège d'Athènes et part pour les États-Unis en février 1921 et se met à la tête d'un archevêché grec-orthodoxe autoproclamé le 15 septembre 1921. Mais deux mois plus tard, il est choisi comme patriarche de Constantinople, le 27 novembre 1921, et se rend en bateau à Constantinople sous drapeau byzantin… Le pouvoir turc ne reconnaît pas son élection.
L'un de ses premiers actes est de placer l'archevêché américain sous sa juridiction, bien que cet acte ne soit pas reconnu par l'Église orthodoxe de Grèce, ce qui provoque la coexistence de deux juridictions en Amérique. De mai au 8 juin 1923, Mélèce réunit un congrès panorthodoxe à Constantinople afin de réformer le calendrier liturgique et de passer ainsi du calendrier julien (encore en usage actuellement pour les Églises russes et d'autres) au calendrier julien révisé, que le calendrier civil a adopté aussi.
Il met sous sa juridiction, le 7 juillet 1923, une Église métropolitaine estonienne (anciennement éparchie de Revel de l'Église orthodoxe russe), prenant acte de ce que l'Église russe est en partie sous le pouvoir des nouvelles autorités bolchéviques. Il fait la même chose pour la Finlande. Mélèce III désapprouve la fondation d'une prétendue « Église vivante » en Russie, position adoptée aussi par Grégoire VII de Constantinople.
Il quitte Constantinople le 10 juillet 1923 sous la pression de ses clercs, et se retire dans un monastère au mont Athos. Il est obligé de démissionner de son siège patriarcal le 20 septembre de la même année sous la pression du gouvernement grec et de l'archevêque Chrysostome d'Athènes, alors qu'au même moment les Grecs sont chassés d'Asie mineure par les Turcs.
Il est élu le 20 mai 1926 au siège patriarcal d'Alexandrie, où il demeure jusqu'à sa mort. Il fonde des éparchies (diocèse dans l'orthodoxie) à Johannesbourg (1928), au Soudan, en Tunisie, en Éthiopie, etc. et ouvre un séminaire en 1928, devenu grand séminaire en 1934. Il fait aussi construire des églises et appuie des œuvres charitables.
Il est enterré au Caire en présence d'une grande foule.
Le site web de la Grande Loge de Grèce le donne comme franc-maçon, membre de la loge Harmonie, et  selon Les Cahiers Villard de Honnecourt, publication officielle de la Grande Loge nationale française, dans un article de Bertrand Heyraud, « Un regard différent sur la spiritualité », il a atteint le 33e degré du Rite écossais ancien et accepté.